# Sigismund Levanevski
Sigismund Aleksandrovitch Levanevski (en russe : Сигизмунд Александрович Леваневский ; en polonais : Zygmunt Lewoniewski), né le 15 mai 1902 à Saint-Pétersbourg et mort le 13 août 1937 dans l'océan Arctique, est un aviateur russe puis soviétique d'ascendance polonaise, héros de l'Union soviétique.

## Biographie

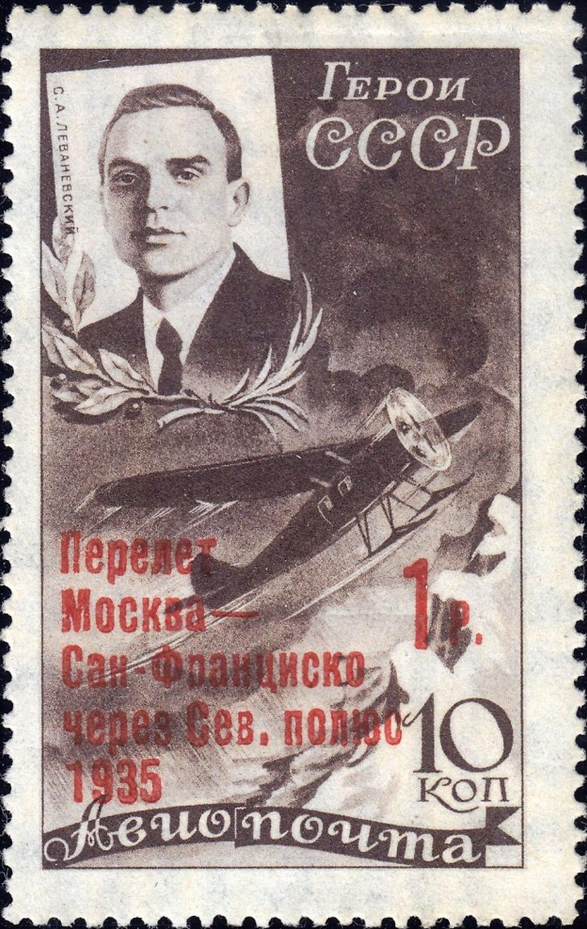
Timbre-poste russe en hommage à Sigismund Levanevski

Frère de l'aviateur Józef Lewoniewski (1899-1933), il participe à la Révolution d'Octobre dans les rangs des bolchéviques puis sert dans l'Armée rouge lors de la guerre civile russe (1918). En 1925, il est diplômé de l’École navale d'aviation de Sébastopol et devient aviateur militaire. Il rejoint les réservistes de l'armée en en 1930.
En 1933, il travaille pour la Direction générale de la route maritime du Nord et effectue plusieurs vols dans la zone du Passage du Nord-Est. Le 20 juillet 1933, il sauve l'aviateur Jimmie Mattern, forcé d’atterrir près d'Anadyr alors qu'il tentait en vol autour du monde. En avril 1934, à partir d'un aérodrome improvisé en mer des Tchouktches, il prend part au sauvetage du Tcheliouskine. Il reçoit le titre de Héros de l'Union soviétique pour cet acte.
En août 1935, il tente un voyage Moscou-San Francisco par le pôle Nord un ennui mécanique l'obligea à se détourner, puis, en 1936, il vole de Los Angeles à Moscou sur 19 000 km.

### Disparition
Le 12 août 1937, il embarque en tant que capitaine à bord d'un Bolkhovitinov DB-A (en) comptant six membres d'équipage : le but du voyage est de relier Moscou aux États-Unis en passant par le pôle Nord. Le lendemain, toutes les communications radios avec l'appareil sont rompues. Jimmie Mattern part en vain à sa recherche à bord d'un Lockheed L-12 Electra Junior. Hubert Wilkins et Herbert Hollick-Kenyon participent aux recherches,. Celles-ci étant restant infructueuses, tous les disparus sont alors présumés morts.
Deux ans plus tard, l'opérateur radio Voznessenki s'occupant des transmissions dans la zone de recherche sera reconnu coupable de sabotage, il aurait en effet lors de la disparition du vol, en plus d'avoir transmis de fausses informations retardant l'envol des secours, omis de transmettre de cruciales informations nécessaires aux secours.
S'étant rendu coupable d'oublis successifs, il avait reçu un télégramme l'informant de sa destitution, message auquel il répondit qu'il était mort depuis 15 jours, il aurait alors cessé de faire son travail.
- Mein Element
- Rostow am Don, 1935
- Исторический перелет Леваневского, 1936

## Hommage
L'île Levanevski dans l'archipel François-Joseph a été nommée en son honneur.